# NPO Energomach
Ne doit pas être confondu avec Energomach.

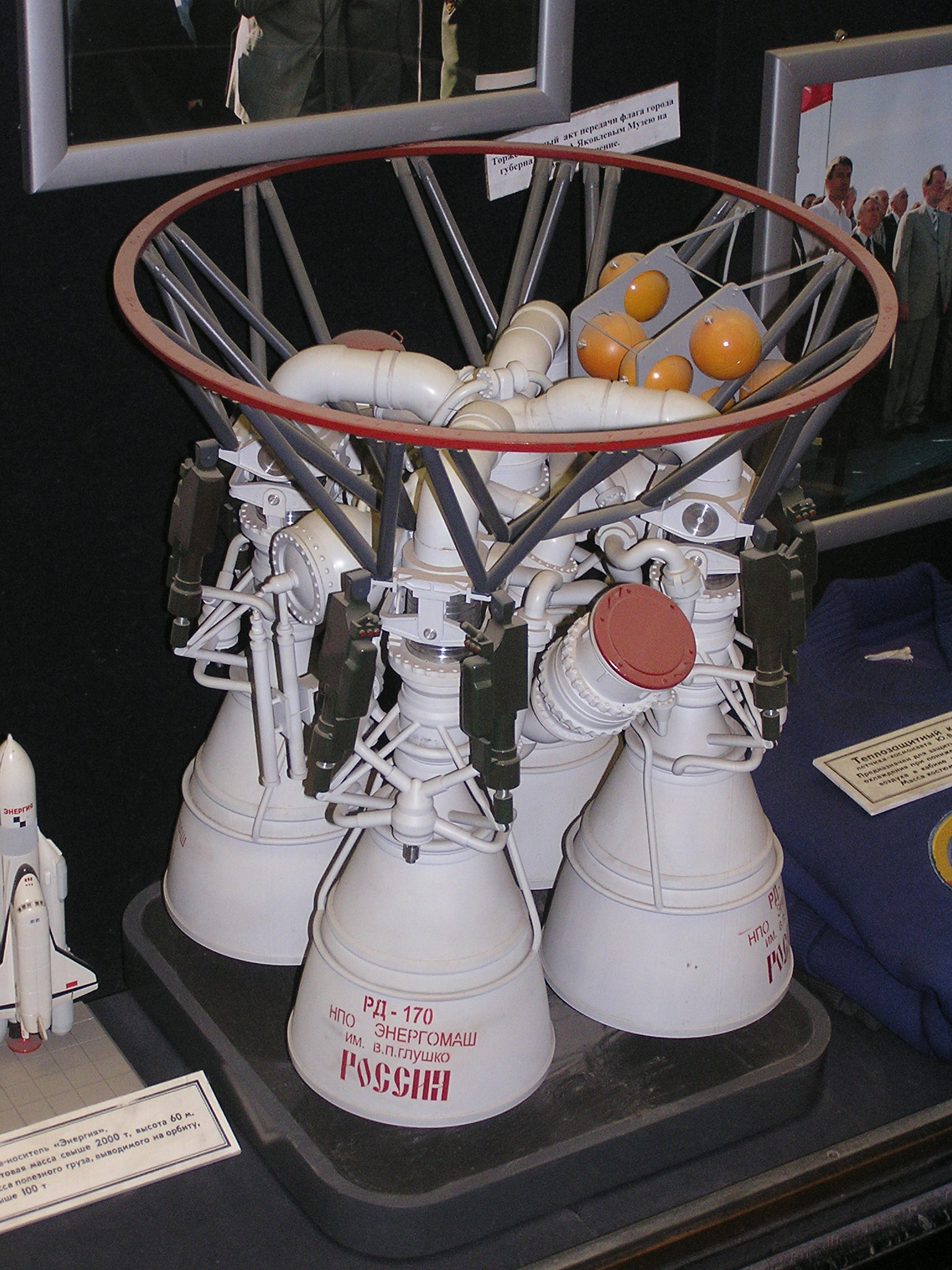
Moteur de fusée RD-170. Musée de l'espace et des technologies de missiles de Saint Peterbourg

NPO Energomach  W.P. Glouchko“ (russe НПО Энергомаш имени академика В.П.Глушко) est une société russe spécialisée dans la conception et la construction de moteurs-fusées à ergols liquides. Energomach est le concepteur et le constructeur du moteur-fusée  RD-107 qui propulse le premier étage du lanceur Soyouz, du RD-170 qui équipe le lanceur Zenit-3SL et du RD-180 qui est construit en partie sous licence par Pratt & Whitney pour le lanceur américain Atlas V. Elle développe depuis le début des années 2000 le RD-191 pour la nouvelle famille de lanceurs russes Angara. La société est le leader mondial des moteurs utilisant le mélange kérosène/oxygène liquide, qui est considéré comme le propergol le mieux adapté aux besoins des étages de puissance.
La société NPO Energomach, qui emploie 5500 personnes, est basée à Moscou avec des établissements à Perm et Saint-Pétersbourg. La société a commencé ses activités en 1946 sous l'appellation OKB-456 sous la direction de Valentin Glouchko. Celui-ci a joué un rôle déterminant dans le développement de l'astronautique soviétique en concevant les principaux moteurs utilisés par ses lanceurs.

## Moteurs développés
| Désignation | Type alimentation | Poussée (kNewtons) | Impulsion spécifique (secondes) | Propergol                      | Pression chambre de combustion | Masse (kg) | Dimensions (hauteur x diamètre) | Autres caractéristiques  | Développement | Utilisation                                         | Statut        | Remarque                                                       |
| ----------- | ----------------- | ------------------ | ------------------------------- | ------------------------------ | ------------------------------ | ---------- | ------------------------------- | ------------------------ | ------------- | --------------------------------------------------- | ------------- | -------------------------------------------------------------- |
| ORM-65      |                   | 1,72 (sol)         | 215 (sol)                       | Kérosène / Acide nitrique      | 26,5 bars                      | 14,3 kg    | 0,46 / 0,38 m.                  |                          | 1936          | planeur RP-318                                      |               |                                                                |
| RD-100      |                   | 257 (sol)          | 199 (sol)                       | Alcool à 75% / Oxygène liquide | 16,2 bars                      | 1 209 kg   | 3,7 / 1,65 m.                   |                          | 1946-1950     | Missile R-1                                         |               | Copie du moteur du missile V2                                  |
| RD-107      | Générateur de gaz | 814 (sol)          | 256 (sol)                       | Kérosène / Oxygène liquide     | 60 bars                        | 1 190 kg   | 2,86 / 1,85 m.                  | 4 chambres de combustion | 1954-1957     | 1er étage missile R-7 et fusées R-7 Semyorka        | en production | Versions dérivées propulsent les Soyouz                        |
| RD-120      | Combustion étagée | 833 (vide)         | 350 (vide)                      | Kérosène / Oxygène liquide     | 166 bars                       | 1 125 kg   | 3,87 / 1,95 m.                  | 1 chambre de combustion  | 1976-1985     | 2e étage lanceur Zenit                              | en production |                                                                |
| RD-170      | Combustion étagée | 7257 (sol)         | 309 (sol)                       | Kérosène / Oxygène liquide     | 250 bars                       | 10 750 kg  | 4 / 4 m.                        | 4 chambres de combustion | 1976-1987     | 1er étage lanceur Energia                           |               | Moteur le plus puissant utilisant cette combinaison d'ergols   |
| RD-180      | Combustion étagée | 3824 (sol)         | 311 (sol)                       | Kérosène / Oxygène liquide     | 262 bars                       | 5 330 kg   | 3,58 / 3,2 m.                   | 2 chambres de combustion | 1992-1998     | 1er étage lanceurs Atlas V et Atlas III             | en production | Version dérivée du RD-170 avec deux chambres de combustion     |
| RD-191      | Combustion étagée | 1922 (sol)         | 310 (sol)                       | Kérosène / Oxygène liquide     | 263 bars                       | 2 200 kg   | 4 / 1,45 m.                     | 1 chambre de combustion  | 1998          | 1er étage lanceur Angara                            | en production | Version dérivée du RD-170 avec une seule chambre de combustion |
| RD-214      | Générateur de gaz | 636 (sol)          | 230 (sol)                       | Acide nitrique / Kérosène      | 44,5 bars                      | 645 kg     | 2,38 / 1,5 m.                   | 4 chambres de combustion | 1952-1957     | 1er étage missile R-12 1er étage lanceur Cosmos     |               |                                                                |
| RD-216      |                   | 1481 (sol)         | 246 (sol)                       | Acide nitrique / UDMH          | 75 bars                        | 1 350 kg   | 2,19 / 2,26 m.                  | 4 chambres de combustion | 1958-1960     | 1er étage missile R-14 1er étage lanceur Cosmos SLV |               |                                                                |
| RD-218      |                   | 2221 (sol)         | 246 (sol)                       | Acide nitrique / UDMH          | 75 bars                        | 1 960 kg   | 2,2 / 2,8 m.                    | 6 chambres de combustion | 1958-1961     | 1er étage missile intercontinental R-16             |               |                                                                |
| RD-251      | Combustion étagée | 2363 (sol)         | 270 (sol)                       | Peroxyde d'azote / UDMH        | 85 bars                        | 1 729 kg   | 1,7 / 2,52 m.                   | 6 chambres de combustion | 1961-1965     | 1er étage missile intercontinental R-36             |               |                                                                |
| RD-253      | Combustion étagée | 1471 (sol)         | 285 (sol)                       | Peroxyde d'azote / UDMH        | 150 bars                       | 1 080 kg   | 3 / 1,5 m.                      | 1 chambre de combustion  | 1961-1965     | 1er étage lanceur Proton                            | en production |                                                                |